# Скелезубоподібні
Скелезубоподібні (Tetraodontiformes) — ряд костистих риб. Відомі з верхньої крейди.

## Опис
Досягають довжини 10-40 см, деякі — до 3 м. Щелепний апарат зазвичай потужний, зуби у багатьох злиті в різальні пластинки. Черевні плавники і перший спинний є тільки у найпримітивніших (спинорогові). Тіло зазвичай покрите кістковими пластинками, що зростаються в панцир, або шпильками, рідше голе. Зяброві отвори у вигляді коротких щілин. Локомоція за допомогою грудного, спинного, анального плавників. Відомо близько 350 видів.

## Поведінка
Поширені в прибережних тропічних і субтропічних водах Світового океану, рідше в прісних водах; біля дна і в пелагіалі. Живляться молюсками, голкошкірими і коралами, дроблячи їх потужними зубами; деякі — планктофаги. Мало здатні до тривалого активного плавання, але дуже маневрені. У багатьох видів ікра, кров, печінка, м'ясо отруйні.

## Класифікація
У ряді скелезубоподібних — 4 підряди з 9 сучасними і 3 викопними родинами:
- Підряд Plectocretacicoidei †
  - Родина Cretatriacanthidae †
  - Родина Plectocretacicidae †
  - Родина Protriacanthidae †
- Підряд Тріакантодовидні (Triacanthodoidei)
  - Родина Тріакантодові (Triacanthodidae)
- Підряд Спинороговидні (Balistoidei)
  - Родина Трьохшипі (Triacanthidae)
  - Родина Спинорогові (Balistidae)
  - Родина Єдинорогові (Monacanthidae)
  - Родина Кузовкові (Ostraciidae)
- Підряд Скелезубовидні (Tetraodontoidei)
  - Родина Тріодонтові (Triodontidae)
  - Родина Скелезубові (Tetraodontidae)
  - Родина Риби-їжаки (Diodontidae)
  - Родина Риби-місяці (Molidae)
  - Родина Араканові (Aracanidae)